# أحب المكان هنا (رواية)
أحب المكان هنا (I Like It Here) هي رواية للكاتب الإنجلزي كينجسلي أميس، نشرت عام 1958، عن دار نشر فيكتور غولانس.

## روابط خارجية
- Guardian article
- the Paris Review interview
- "Kingsley Amis and Philip Larkin: the double act | TLS". the-tls.co.uk. مؤرشف من الأصل في 2024-05-10. اطلع عليه بتاريخ 2014-01-28.